# باكونتون
باكونتون (بالإنجليزية: Baconton, Georgia)‏ هي مدينة تقع في مقاطعة ميتشل، جورجيا بولاية جورجيا في الولايات المتحدة. تبلغ مساحة هذه المدينة 3.3 (كم²)، وترتفع عن سطح البحر 53 م، بلغ عدد سكانها 915 نسمة في عام 2010 حسب إحصاء مكتب تعداد الولايات المتحدة.

## وصلات خارجية
- Cities & Counties - Georgia.gov